# Saint-Aubin-du-Pavail
Saint-Aubin-du-Pavail (bret. Sant-Albin-ar-Pavez) – miejscowość i dawna gmina we Francji, w regionie Bretania, w departamencie Ille-et-Vilaine. W 2013 roku populacja gminy wynosiła 804 mieszkańców. 
1 stycznia 2017 roku połączono dwie wcześniejsze gminy: Châteaugiron, Ossé oraz Saint-Aubin-du-Pavail. Siedzibą nowej gminy została miejscowość Châteaugiron, a gmina przyjęła jej nazwę. 